# Helmut Speer (Archivar)
Helmut Speer (* 21. Junijul. / 4. Juli 1906greg. in Turgel, Kreis Järva ehemals Kreis Harrien, Gouvernement Estland, Kaiserreich Russland; † 18. Januar 1996 in Hildesheim) war ein deutscher Archivar, dessen Wirken nach dem Zweiten Weltkrieg im kirchlichen Archivwesen bekannt ist.

## Leben und Werk
Helmut Speer war der Sohn des Theologen Viktor Woldemar Theodor Speer (1875–1946) und seiner Frau Caroline, geb. Mahler (1881–1937).
Speer studierte von 1924 bis 1931 Geschichte an der Universität Tartu und der Eberhard Karls Universität Tübingen (bei Johannes Haller). 1932 erwarb er mit einer Arbeit über Die Kurländische Frage 1689–1739 den Grad eines Mag. phil., der 1940 in den Dr. phil. umgewandelt wurde. Von 1932 bis 1939 war er Mitarbeiter des Instituts für wissenschaftliche Heimatforschung in Dorpat. Nach der Umsiedlung der Baltendeutschen war er von 1940 bis 1945 Leiter des Sippenamts für Ostdeutsche Rückwanderer bei der Landessippenstelle Posen, wo auch die Genealogen Wilhelm Räder und Nicolai von Essen tätig waren. Zeitgleich war Speer von 1941 bis 1944 wissenschaftlicher Mitarbeiter beim Einsatzstab Reichsleiter Rosenberg in Riga.
Von 1946 bis 1975 war Speer im Archivdienst der Evangelisch-lutherischen Landeskirche Hannovers. Er war zunächst als freier Mitarbeiter mit der Ordnung von Pfarrarchiven betraut. 1955 wurde er in das Angestelltenverhältnis übernommen. Ab 1962 war er Leiter des Landeskirchlichen Archivs. Helmut Speer gilt als „einer der Pioniere des kirchlichen Archivwesens nach dem 2. Weltkrieg“, der die „Grundlagen für ein eigenständiges kirchliches Archivwesen“ legte. Sein besonderes Augenmerk galt der Erschließung der Pfarr- und Superintendenturarchive, um über die lokale Überlieferung die großen Kriegsverluste des Landeskirchenamts in Hannover zu kompensieren. Noch bis ins 88. Lebensjahr war er für die Landeskirche tätig, zuletzt bei der Ordnung der Aktenbestände des Klosters Loccum.

## Mitgliedschaft
- Baltische Historische Kommission, ordentliches Mitglied 1951 (Gründungsjahr)[4][2]

## Werke (Auswahl)
- Das Bauernschulwesen im Gouvernement Estland vom Ende des achtzehnten Jahrhunderts bis zur Russifizierung. J. G. Krüger, Tartu 1936, OCLC 504119572 (Abhandlungen des Instituts für wissenschaftliche Heimatforschung an der Livländischen gemeinnützigen und ökonomischen Sozietät; Bd. 2/3, in deutscher und englischer Sprache erschienen).
- Die Pastoren des Konsistorialbezirk Estland 1885–1919. In: Erik Amburger (Hrsg.): Quellen und Studien zur baltischen Geschichte. Band 11. Böhlau, Köln, Wien 1988, ISBN 3-412-01188-6 (Coautoren zum 11. Band: Helmut Speer und Karl-Johann Paulsen).
- weitere Werke siehe Bücherverzeichnis DBGG-Archiv in Darmstadt[5]